# Christian Dudek
Christian Dudek, također poznat kao Chris Witchhunter ili samo Witchhunter (18. prosinca 1965. – 8. rujna 2008.) bio je njemački bubnjar i glazbenik, najpoznatiji kao bivši bubnjar njemačkog thrash metal sastava Sodom. Bio je član skupine od 1982. do 1992. godine. Ponovno joj se priključio 2007. godine zbog snimanja albuma The Final Sign of Evil. Također 1987. godine bio je koncertni bubnjar sastava Destruction. Godine 1987. bio je na audiciji za sastav Bathory, ali od toga nije bilo ništa. Alkoholičar većinu života, umro je 7. rujna 2008. godine od zatajenja jetre.

## Diskografija
Sodom (1982. – 1992., 2007.)
- Witching Metal (1983., demo)
- Victims of Death (1984., demo)
- In the Sign of Evil (1984., EP)
- Obsessed by Cruelty (1986.)
- Expurse of Sodomy (1987., EP)
- Persecution Mania (1987.)
- Mortal Way of Live (1988., koncertni album)
- Agent Orange (1989.)
- Ausgebombt (1989., EP)
- Better Off Dead (1990.)
- The Saw Is the Law (1990., EP)
- Tapping the Vein (1992.)
- The Final Sign of Evil (2007.)